# Helmintologia

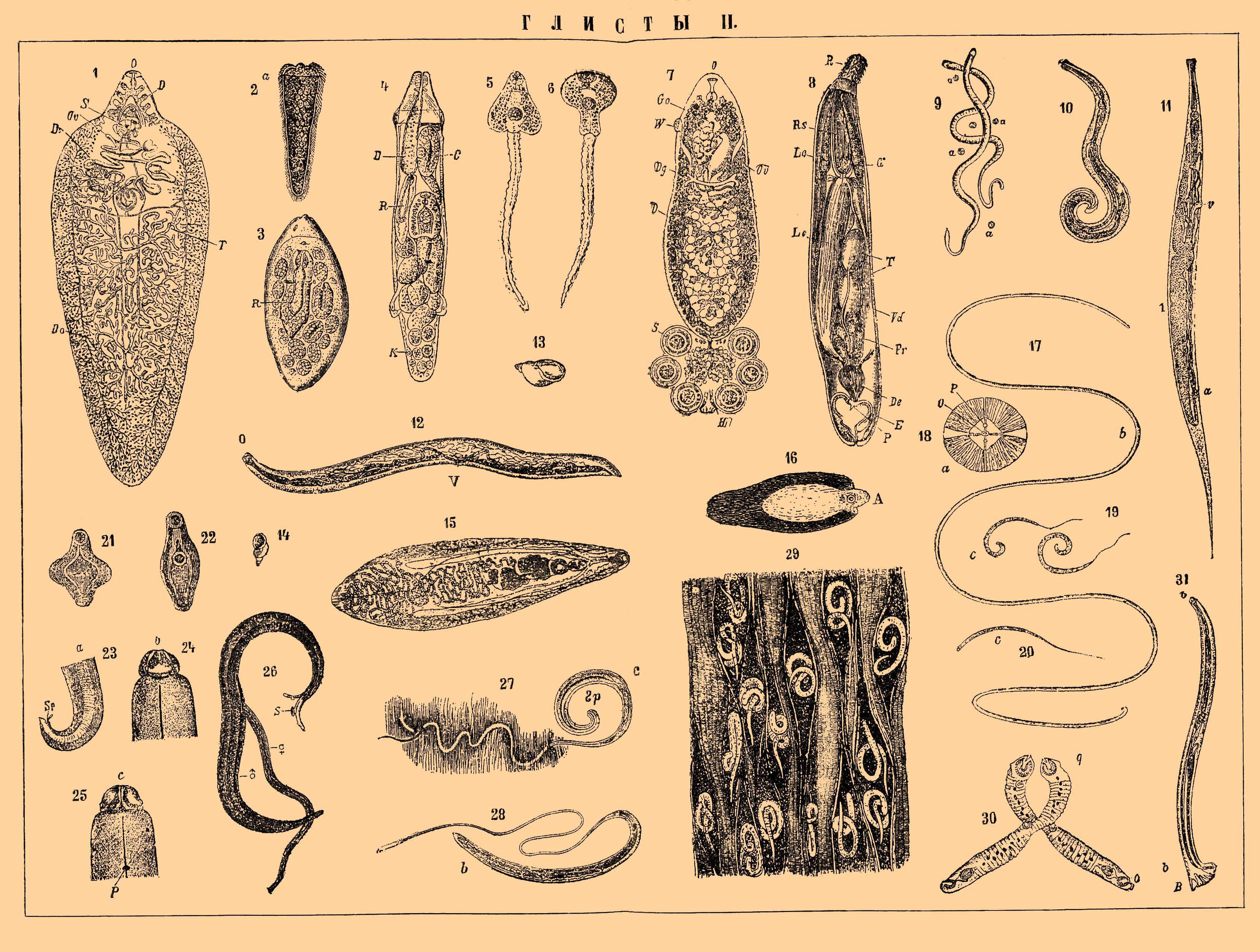
Vermes diversos.

A helmintologia é o ramo da zoologia que estuda os vermes em geral, especialmente aqueles reunidos sob os filos dos platelmintos ou dos asquelmintos. Também pode remeter mais especificamente ao estudo dos vermes endoparasitas. 
Os principais parasitos que são estudados na parasitologia médica são:
- Schistosoma mansoni
- Taenia solium
- Taenia saginata
- Ascaris lumbricoides
- Trichuris trichiura
- Enterobius vermiculares
- Ancylostoma brasiliensi
- Ancylostoma caninum
- Ancylostoma americanus
- Necator americanus
- Strongiloides stercoralis